# جزایر قرقنه
جزیره‌های قِرقِنه مجمع‌الجزائری در خاور تونس هستند.
اقتصاد این جزیره‌ها بر پایهٔ ماهی‌گیری، کشاورزی و گردشگری بنا شده.
مجمع‌الجزایر قرقنه از جزیره‌های زیر تشکیل شده‌است:
حاج حمیده - رقادیه - رومدیه - سفنو - شرقی -شرمندیه - غربی - قرمدی - لزداد.